# Juan Eugenio (Coahuila)
Juan Eugenio es una localidad del suroeste del estado mexicano de Coahuila de Zaragoza, forma parte del municipio de Torreón.
Juan Eugenio es una de las localidades más aisladas del estado de Coahuila, constituye la principal población del extenso pero escasamente poblado sector sur del municipio de Torreón, que se encuentra aislado geográficamente de la cabecera municipal, su situación en medio del Bolsón de Mapimí y su desértico entorno acentúan su aislamiento. Sus coordenadas geográficas son 25°17′23″N 103°30′02″O / 25.28972, -103.50056 y tiene una altitud de 1,200 metros sobre el nivel del mar, se encuentra a orillas del río Aguanaval, una de las principales corrientes de las cuencas cerradas del norte de México, no obstante se encuentra seco la mayor parte del tiempo debido al clima y a la utilización de sus aguas para la irrigación de campos agrícolas, el propio Juan Eugenio es un ejido que aprovecha esta situación y fue constituido como el 5 de abril de 1938.
La principal vía de comunicación de Juan Eugenio es el ferrocarril de la línea de México a Ciudad Juárez y que lo une con Torreón por el norte y hacia el sur hacia Cañitas de Felipe Pescador y Zacatecas, la principal carretera lo comunica a través del territorio de Durango con Nazareno y Gómez Palacio, por territorio de Coahuila también se encuentra una carretera secundaria que lo une con la ciudad de Torreón. La población de Juan Eugenio de acuerdo a los resultados del Conteo de Población y Vivienda de 2005 realizado por el Instituto Nacional de Estadística y Geografía es 1,614 habitantes, de los cuales 780 son hombres y 834 son mujeres.
El 30 de mayo de 2009 un ferrocarril de carga que transitaba por Juan Eugenio con destino en la ciudad de Guadalajara descarrilaron diez de su vagones que destruyeron aproximadamente diez viviendas de la población, tres de dichos vagones transportaban etanol el cual entró en combustión y causó un incendio que dejó un saldo de varios muertos y numerosos heridos entre los pobladores.